# Veľké Borové
Veľké Borové (ungarisch Nagyborove) ist eine Gemeinde im Norden der Slowakei mit 42 Einwohnern (Stand 31. Dezember 2024), die zum Okres Liptovský Mikuláš, einem Teil des Žilinský kraj, gehört und zur traditionellen Landschaft Liptau gezählt wird.

## Geographie

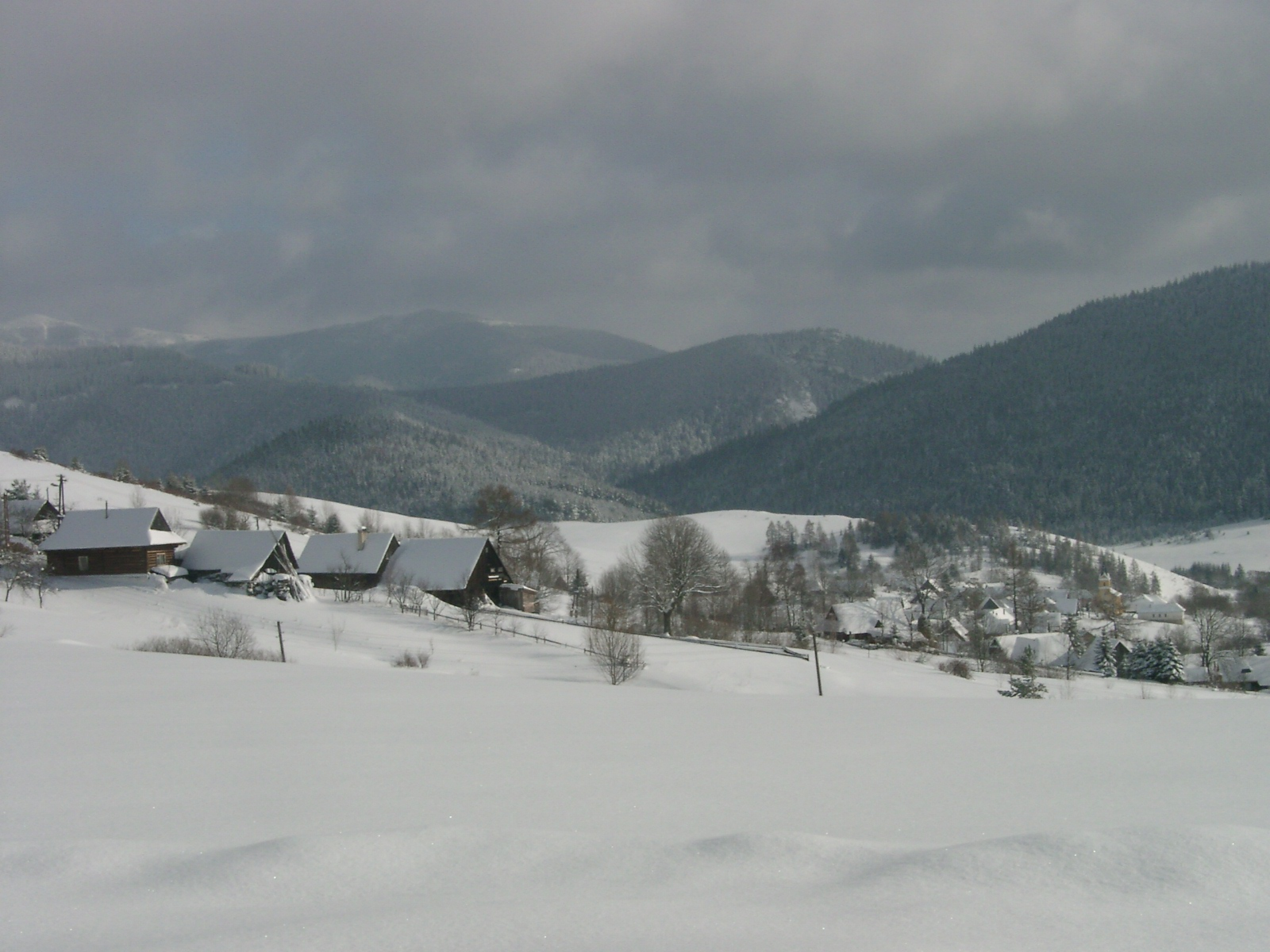
Veľké Borové und Umgebung im Winter

Die Gemeinde befindet sich in einem Hochtal innerhalb der Unter-Tatra-Furche (slowakisch Podtatranská brázda) zwischen dem Chočgebirge im Süden und den Skorušinské vrchy im Norden am Bach Borovianka. Nahe dem Ort befinden sich zwei Durchbruchstäler durch das Chočgebirge und zwar das Prosiecka dolina südwestlich und das Kvačianska dolina südöstlich von Veľké Borové. Das Ortszentrum liegt auf einer Höhe von 828 m n.m. und ist 32 Kilometer von Tvrdošín sowie 35 Kilometer von Liptovský Mikuláš entfernt.
Zur Gemeinde gehört auch die Siedlung Jóbovská Roztoka (auch Jóbova Ráztoka geschrieben), die nach 1808 eingemeindet wurde.
Nachbargemeinden sind Chlebnice im Norden, Malé Borové im Nordosten, Huty im Osten, Kvačany im Südosten, Prosiek im Süden und Malatiná im Westen.

## Geschichte

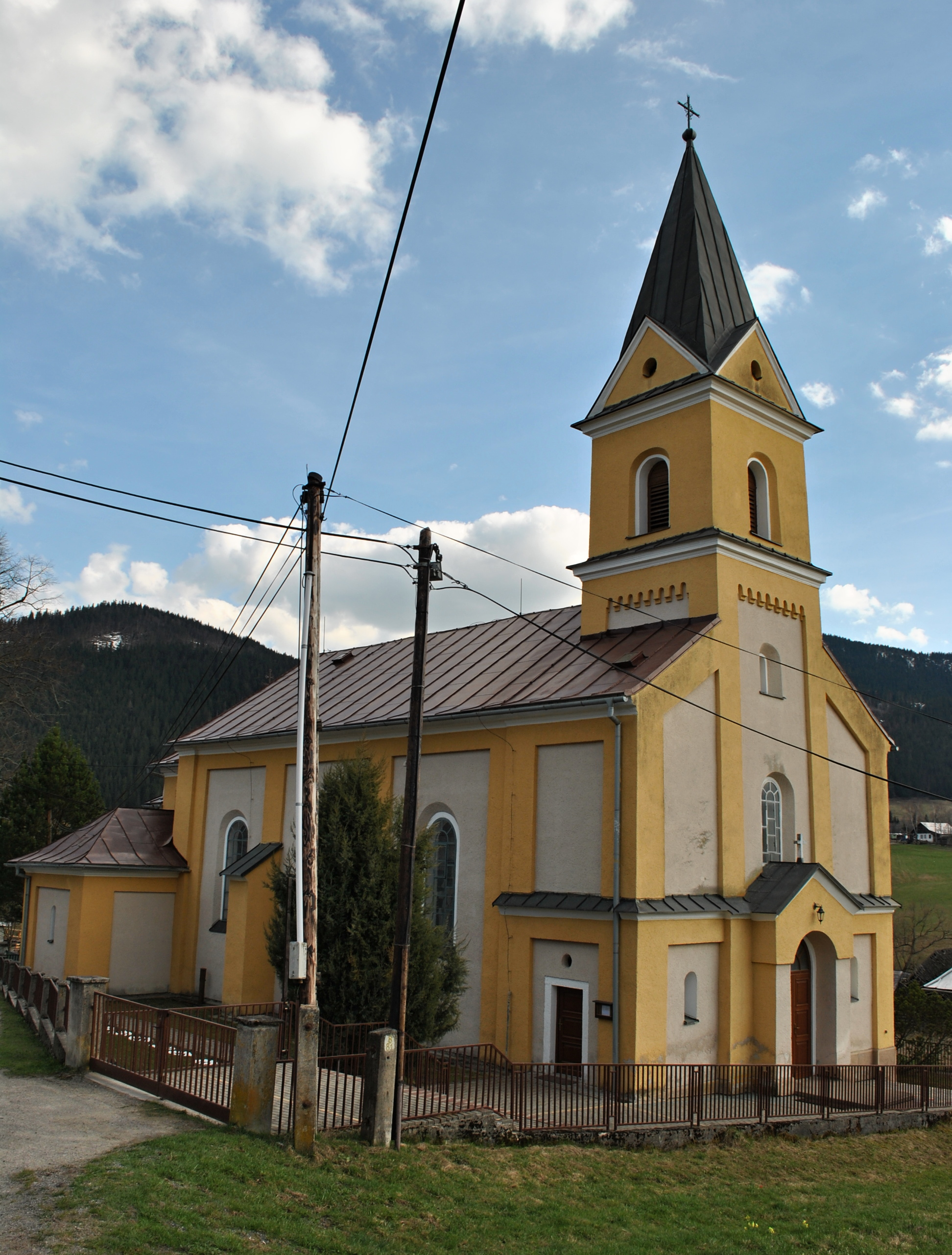
Kreuzerhöhungskirche in Veľké Borové

Der aus Einzelsiedlungen bestehende Ort entstand im 16. Jahrhundert nach Besiedlung durch Goralen aus der oberen Arwa, wurde zum ersten Mal 1646 schriftlich erwähnt und war Besitz der landadligen Familie Joob. Bis zum späten 18. Jahrhundert war der Ort zusammen mit Veľké Borové eine Gemeinde. 1784 hatte die Ortschaft 64 Häuser und 461 Einwohner, 1828 zählte man 112 Häuser und 519 Einwohner, die als Landwirte, Hirten und Heimglasmacher  beschäftigt waren.
Bis 1918 gehörte der im Komitat Liptau liegende Ort zum Königreich Ungarn und kam danach zur Tschechoslowakei beziehungsweise heute Slowakei.

## Bevölkerung
| Jahr                | 1994 | 2004     | 2014     | 2024  |
| ------------------- | ---- | -------- | -------- | ----- |
| Anzahl der Personen | 105  | 86       | 56       | 42    |
| Unterschied         |      | −18,09 % | −34,88 % | −25 % |

| Jahr                | 2023 | 2024    |
| ------------------- | ---- | ------- |
| Anzahl der Personen | 45   | 42      |
| Unterschied         |      | −6,66 % |

Nach der Volkszählung 2011 wohnten in Veľké Borové 60 Einwohner, davon 59 Slowaken. Ein Einwohner machte keine Angabe zur Ethnie.
59 Einwohner bekannten sich zur römisch-katholischen Kirche. Bei einem Einwohner wurde die Konfession nicht ermittelt.

## Bauwerke
- römisch-katholische Kreuzerhöhungskirche im Barockstil aus dem Anfang des 18. Jahrhunderts, 1908 erweitert